# Kościół Prezbiteriański w Irlandii
Kościół Prezbiteriański w Irlandii (irl. Eaglais Phreispitéireach in Éirinn lub PCI) – kalwińska denominacja obejmująca 225 tys. wiernych w 536 zborach, rozłożonych w 19 plebaniach w Irlandii. Na terytorium Irlandii Północnej, PCI jest największą denominacją protestancką. Prezbiteriańaska forma wiary chrześcijańskiej jest najlepiej opisana jako "reformowana" z silnym naciskiem na suwerenność Boga, panowanie Chrystusa i autorytet Biblii. Kościół prowadzi rozległą działalność misyjną poza granicami kraju.

## Galeria

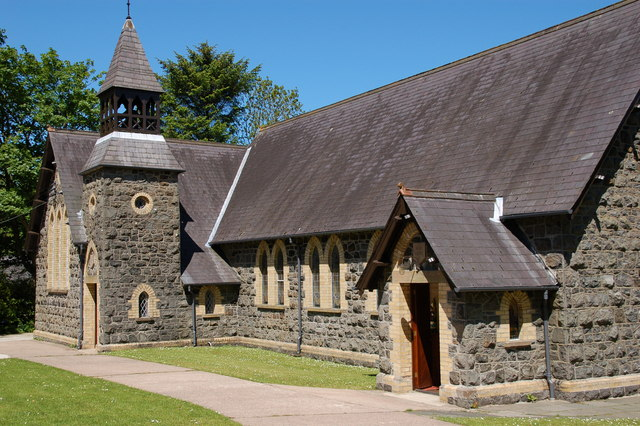
Kościół prezbiteriański w Magheramorne, w hrabstwie Antrim.
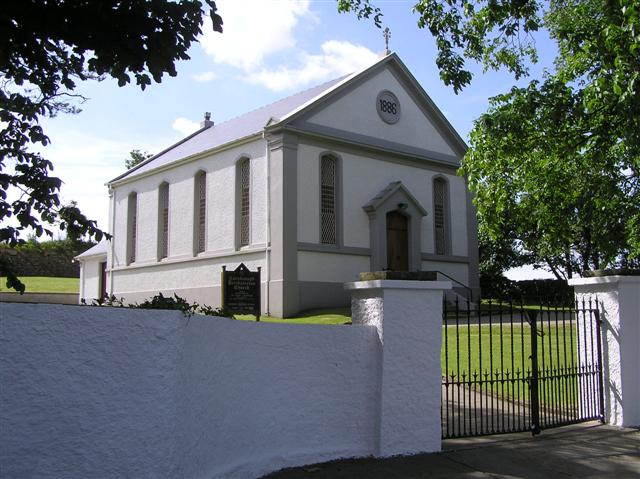
Kościół prezbiteriański w Carndonagh.
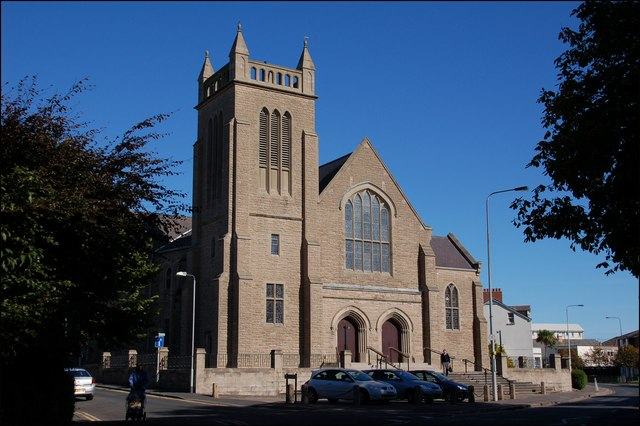
Kościół prezbiteriański w Bangor (Irlandia Północna).
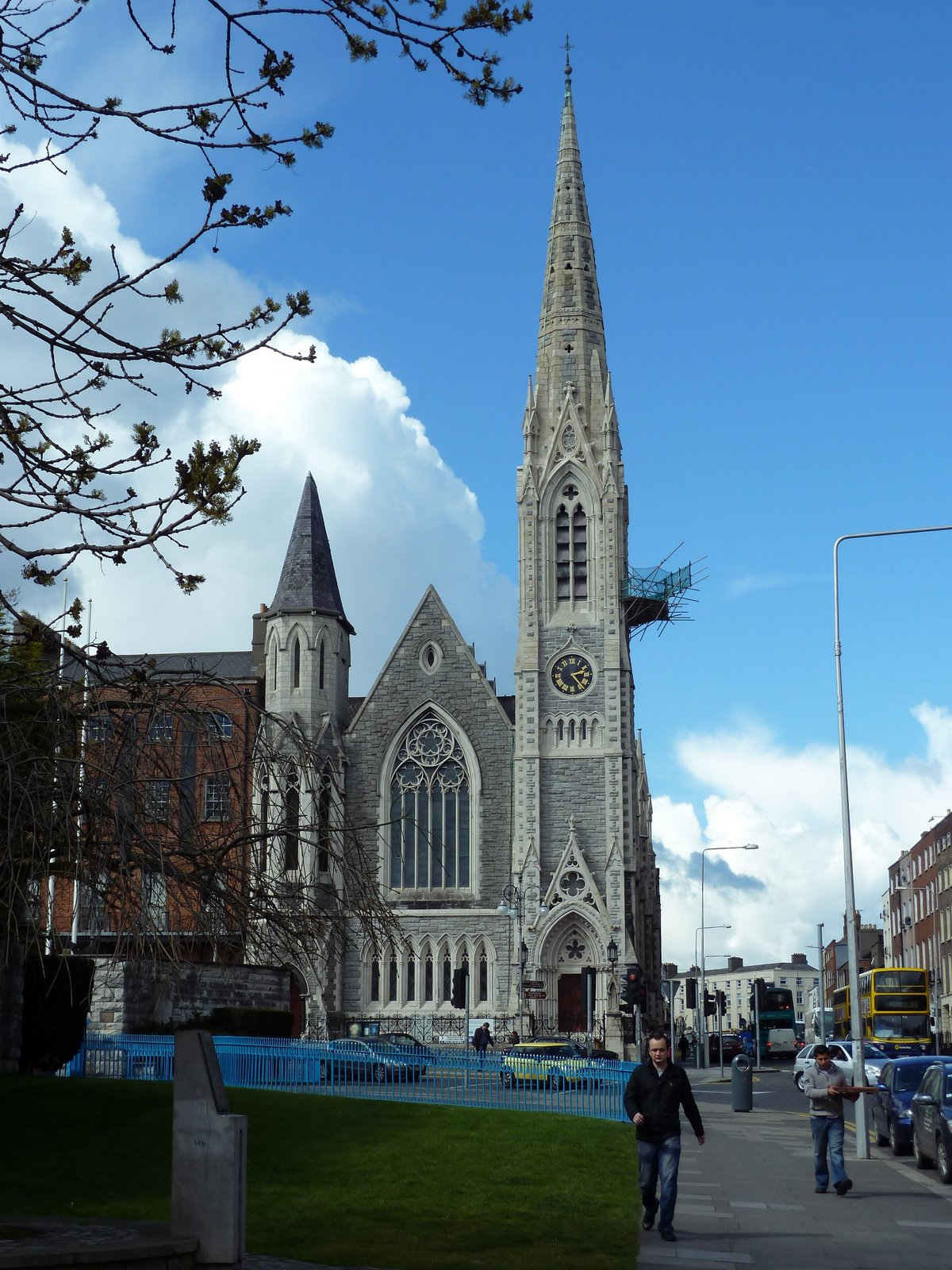
Kościół w Dublinie.